# Portland (Oregon)
Portland è la città più grande e popolosa dello Stato dell'Oregon ed è il capoluogo della contea di Multnomah. È un importante porto nella regione della Willamette Valley nel Pacifico nord-occidentale, alla confluenza dei fiumi Willamette e Columbia nel nord-ovest dell'Oregon. Con una popolazione stimata di 654 741 abitanti, nel 2019 era la 26ª città più popolata degli Stati Uniti, la sesta della West Coast e la seconda del Pacifico nord-occidentale dopo Seattle. Circa 2,4 milioni di persone vivono nell'area statistica metropolitana di Portland, rendendola la 25ª più popolosa degli Stati Uniti. La sua area statistica combinata è al 19º posto con una popolazione di circa 3,2 milioni di abitanti. Circa il 60% della popolazione dell'Oregon risiede nell'area metropolitana di Portland.
Chiamata così come l'omonima città nel Maine, l'insediamento iniziò a svilupparsi negli anni 1830, verso la fine dell'Oregon Trail. Il suo accesso all'acqua forniva un comodo trasporto di merci e l'industria del legname era una delle forze maggiori nel periodo iniziale dell'economia della città. All'inizio del XX secolo, la città aveva la reputazione di una delle città portuali più pericolose al mondo, un centro per il crimine organizzato e il racket. Dopo che l'economia della città conobbe un boom industriale durante la seconda guerra mondiale, la sua reputazione iniziò a migliorare. A partire dagli anni 1960, Portland divenne nota per i suoi crescenti valori politici progressisti, guadagnandosi la reputazione di bastione della controcultura.
La città opera con un governo basato su commissioni guidato da un sindaco e quattro commissari, nonché Metro, l'unica organizzazione di pianificazione metropolitana eletta direttamente negli Stati Uniti. Il governo della città è noto per la sua pianificazione territoriale e gli investimenti nei trasporti pubblici. Portland è spesso riconosciuta come una delle città più verdi del mondo in cui vivere, in cui è stato tra l'altro emanato il primo piano globale per ridurre le emissioni di CO2. Il suo clima è caratterizzato da estati calde e secche e inverni freschi e piovosi. Questo clima è ideale per la coltivazione di rose, infatti è stata soprannominata la "città delle rose".

## Geografia fisica

### Territorio
Portland è situata nella parte settentrionale dell'Oregon, in quella che è la regione più popolata dello Stato, la Willamette Valley. Il fiume Willamette attraversa la città dividendo Portland in una zona orientale e una occidentale, prima di congiungersi al Columbia, che separa lo stato di Washington dall'Oregon. La Burnside St, invece, attraversa la città da est a ovest, formando quattro quadranti in cui è suddivisa la città. Nella parte sud della città si trova la zona di downtown, mentre Chinatown, Old Town (il centro storico), 23rd Ave e il Pearl District sorgono a Nordovest. 
Portland si trova su un'area vulcanica, conosciuta come la Boring Lava Field, formata da 32 crateri; i più conosciuti Monte Tabor, Monte Hood e Monte Sant'Elena, ancora attivo.

### Clima
Portland gode di un clima mite, grazie alla relativa vicinanza all'oceano. Le estati sono soleggiate e piuttosto secche con temperature che oscillano dai 17 °C ai 30 °C, mentre gli inverni freschi e piovosi con temperature dai 5 °C ai 10 °C (gennaio ha medie massime e minime di 8 e 3 °C). Le precipitazioni raggiungono una media di 1080 mm all'anno con circa 250 giorni di pioggia ed oltre 280 giorni di totale copertura di nuvole.

## Storia
I primi insediamenti nell'area di Portland iniziarono nel 1829, quando i cacciatori di pellicce si trasferirono qui da Fort Vancouver. Il nome alla città fu dato lanciando una monetina nel 1845 e scelto tra Boston, dalla quale proveniva Asa Lovejoy e Portland, città di Francis W. Pettygrove, situata nel Maine. Vinse il secondo e la città ebbe lo stesso nome della sua città natale. Grazie alla sua favorevole posizione, divenne ben presto un importante nodo mercantile del Northwest e fu il maggior porto del Pacific Northwest per tutto il XIX secolo, fino a quando il suo posto venne rimpiazzato da Seattle. Nel XX secolo continuò a svilupparsi costantemente, anche grazie allo sviluppo della cantieristica durante la seconda guerra mondiale, a fine conflitto nel 1946 qui nasce la società Tektronix, una delle più importanti aziende produttrici di apparecchiature elettroniche, orientando l'economia della città tramite l'indotto, sull'alta tecnologia, anche se, quando questo settore è stato in crisi, ha avuto un effetto negativo sulla città.

## Cultura

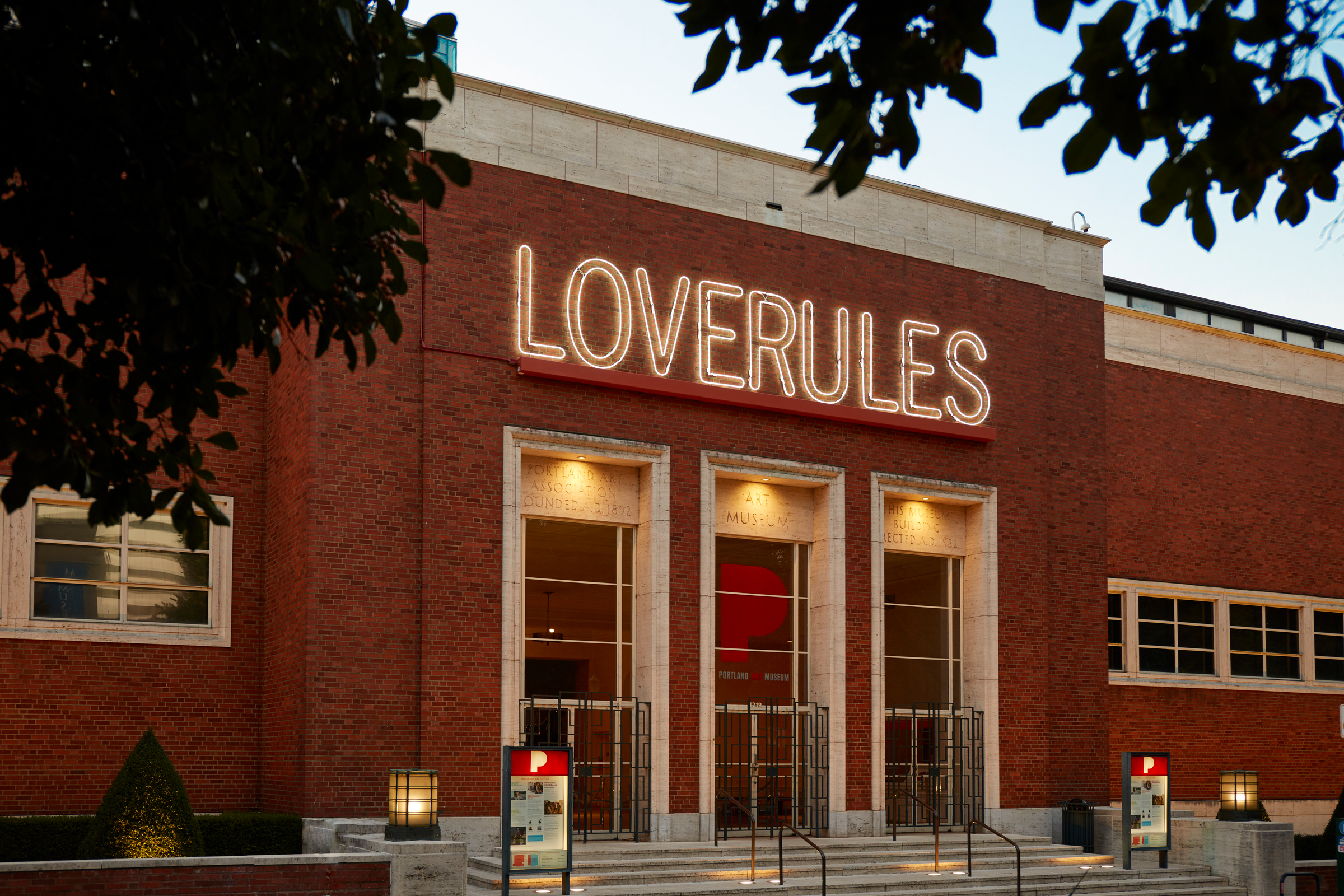
Portland Art Museum

I maggiori luoghi d'interesse di Portland erano nella zona di downtown e nelle aree di Chinatown e Old Town, mentre i parchi principali e le vedute più belle sono sulle West Hills. Una delle piazze più conosciute è Pioneer Courthouse Square, “il salotto di Portland”. Qui vengono organizzati concerti, manifestazioni e raduni, ma è anche il luogo di incontro di giovani e impiegati degli uffici di downtown. Il Portland Building, costruito nel 1980, è considerata la più grande struttura postmoderna del mondo. Sopra l'entrata principale c'è la grande statua di Portlandia, raffigurante la dea del commercio. 
Luogo più significativo di Chinatown è il Portland Classical Chinese Garden, il più grande giardino urbano cinese fuori dalla Cina. Costruito in autentico stile Suzhou, con i suoi giardini, ponti, decorazioni è una vera oasi di pace. Al suo interno ospita una sala da tè nella Tower of Cosmic Reflections. Altro luogo da non perdere è il Portland Saturday Market, il mercato artigianale all'aperto più grande degli Stati Uniti, caratterizzato dalla presenza di artisti di strada oltre che di bancarelle, che offrono cibi pronti delle più diverse culture. Dietro la zona di downtown si ergono le West Hills, una zona collinare vulcanica che divide il centro di Portland dalla periferia occidentale. All'interno del Washington Park c'è il colorato e profumato International Rose Test Garden, che contiene oltre 500 varietà di rose, piantate regolarmente dal 1971. 
Più in alto c'è il Japanese Garden, un parco in stile zen, con ciliegi in fiore a primavera e giardini di muschio e pietra. 
I musei più importanti da ricordare sono due: l'Oregon Museum of Science and Industry e il Portland Art Museum. L'OMSI è un luogo dove la tecnologia e la scienza ti guidano in un mondo interattivo, interessante per bambini e adulti, mentre il secondo è la più grande collezione di arte nella città. Quest'ultimo ospita ogni anno esposizioni differenti, oltre alla sua permanente collezione di sculture in legno dei Nativi americani e alle opere di pittori europei del XIX secolo come Degas e Renoir. Inoltre c'è anche la Powell's City of Books, considerata una delle più grandi librerie del mondo.

### Eventi
L'evento più famoso della città è il Portland Rose Festival, che dura da fine maggio a giugno inoltrato. Il festival, che ha una lunga tradizione, celebra Portland come “la Città delle Rose”. Durante l'evento vengono organizzati concerti, spettacoli musicali e la Grand Floral Parade, che attraversa tutta la città con i suoi bellissimi carri fioriti. 
Altra manifestazione importante è l'Oregon Brewers Festival, che ha luogo a luglio. Le 72 migliori birre artigianali del paese si incontrano e per l'occasione partecipano anche venditori, espositori di macchinari e ristoratori. 
Legato alla musica e sempre affollato il Waterfront Blues Festival, il secondo festival blues più importante degli Stati Uniti d'America. Tanti interpreti intervengono ogni anno per una buona musica sulle rive del Willamette River.

## Società

### Evoluzione demografica

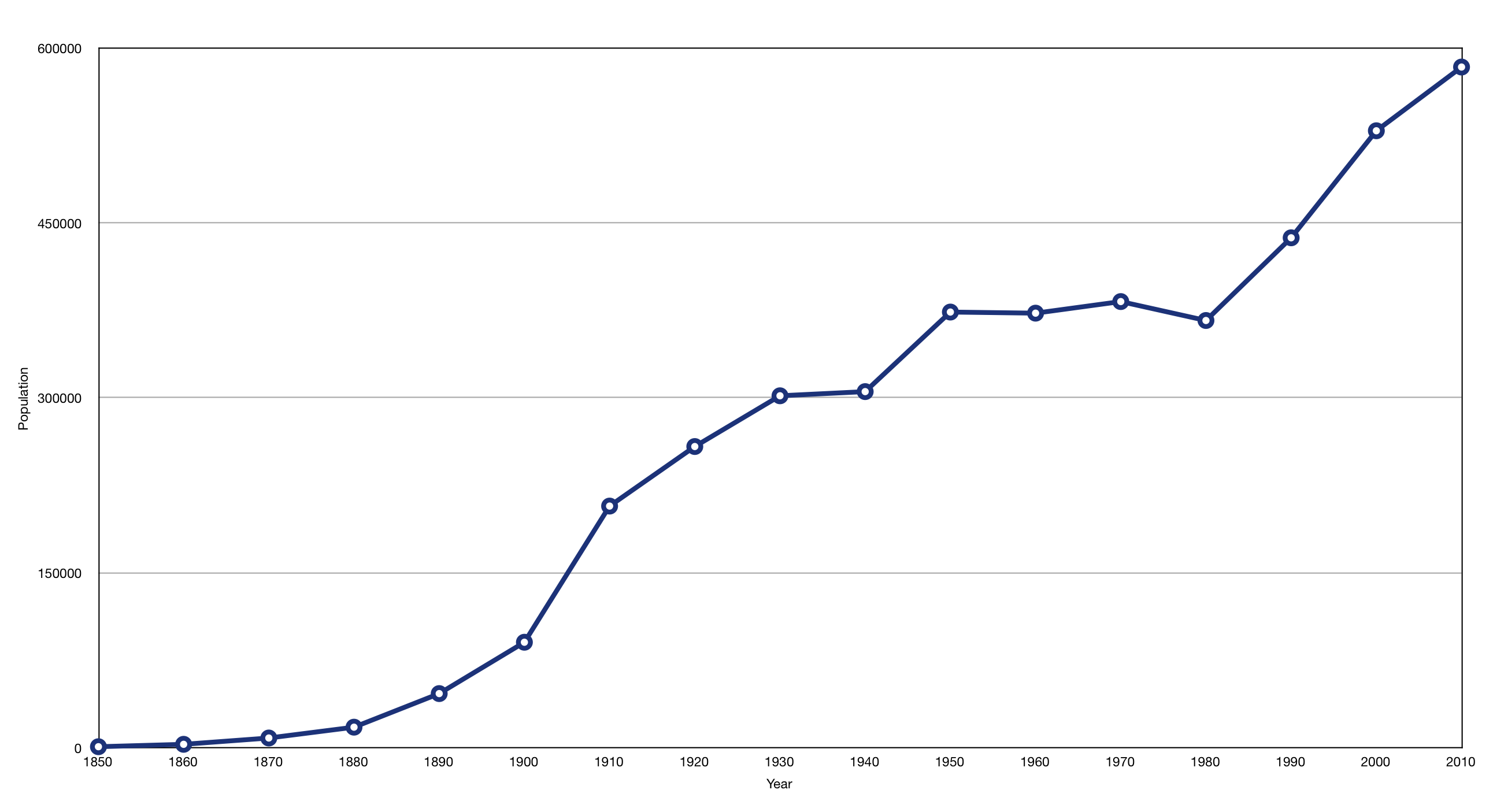
Andamento della popolazione di Portland dal 1850 al 2010.

Secondo il censimento del 2010, c'erano 583 776 persone.
Secondo i dati del 2018, Portland ha 653 115 abitanti.

### Etnie e minoranze straniere
Secondo il censimento del 2010, la composizione etnica della città era formata dal 76,1% di bianchi, il 6,3% di afroamericani, l'1,0% di nativi americani, il 7,1% di asiatici, lo 0,5% di oceaniani, il 4,2% di altre etnie, e il 4,7% di due o più etnie. Ispanici o latinos di qualsiasi etnia erano il 9,4% della popolazione.

## Infrastrutture e trasporti
La rete dei trasporti pubblici è molto funzionale e offre ai cittadini diverse possibilità di scelta per muoversi in città. La rete metrotranviaria MAX collega downtown al Portland International Airport e insieme al servizio ferroviario suburbano WES Commuter Rail connette la città con la periferia. Oltre che attraverso una rete tranviaria classica, numerosi autobus collegano Portland con le città che sorgono lungo la I-5 e la I-84, tra cui San Francisco, Seattle fino a Vancouver, in Canada. 
Anche i treni, attraverso la Union Station, offrono servizi regolari con Seattle, Los Angeles e Chicago. È possibile muoversi in taxi, chiamandoli per telefono (e non fermandoli per strada) o come fa la maggior parte degli abitanti di Portland, in bicicletta.
Tutti i mezzi di trasporto pubblici sono gratuiti all'interno di downtown, mentre all'esterno di questa zona è necessario acquistare un biglietto direttamente sul mezzo.

## Amministrazione

### Gemellaggi
- Sapporo, dal 1959
- Guadalajara, dal 1983
- Ascalona, dal 1987
- Ulsan, dal 1987
- Suzhou, dal 1988
- Chabarovsk, dal 1988
- Kaohsiung, dal 1988
- Mutare, dal 1991
- Bologna, dal 2003
- Kota Kinabalu, dal 2014

## Sport
- I Portland Trail Blazers (NBA - pallacanestro) giocano al Moda Center
- I Portland Timbers (MLS - calcio) giocano a Providence Park. Una squadra con lo stesso nome giocò nella prima lega professionistica americana, la North American Soccer League.
- I Portland Thorns FC (NWSL -  calcio femminile) giocano a Providence Park.